# 19550 Samabates
19550 Samabates è un asteroide della fascia principale. Scoperto nel 1999, presenta un'orbita caratterizzata da un semiasse maggiore pari a 2,2850200 UA e da un'eccentricità di 0,1779203, inclinata di 3,42385° rispetto all'eclittica.